# Parangitia corma
Parangitia corma är en fjärilsart som beskrevs av William Schaus 1921. Parangitia corma ingår i släktet Parangitia och familjen nattflyn. Inga underarter finns listade i Catalogue of Life.